# Michail Arkadjewitsch Kersin
Michail Arkadjewitsch Kersin (russisch Михаил Аркадьевич Керзин; * 16. Märzjul. / 28. März 1883greg. in Moskau; † 19. September 1979 in Leningrad) war ein russisch-sowjetischer Bildhauer und Hochschullehrer.

## Leben
Kersins Eltern waren der Anwalt und Musikfreund Arkadi Michailowitsch Kersin (1856–1914) und die Pianistin Marija Semjonowna Kersina geborene Pospelowa (1864–1926). Sie gründeten den Kreis der Freunde der Russischen Musik für die Veranstaltung von Konzerten und die Förderung der russischen Musik, der als Mächtiges Häuflein bekannt wurde.
Kersin studierte in St. Petersburg 1903–1912 an der Kaiserlichen Akademie der Künste in der Klasse Robert Salemanns. Ein Kommilitone Kersins war Sergei Konjonkow. Für die von Anton Wasjutinski gestaltete Medaille zum 300-jährigen Jubiläum des Zarenhauses Romanow 1913 schuf Kersin das Basrelief.

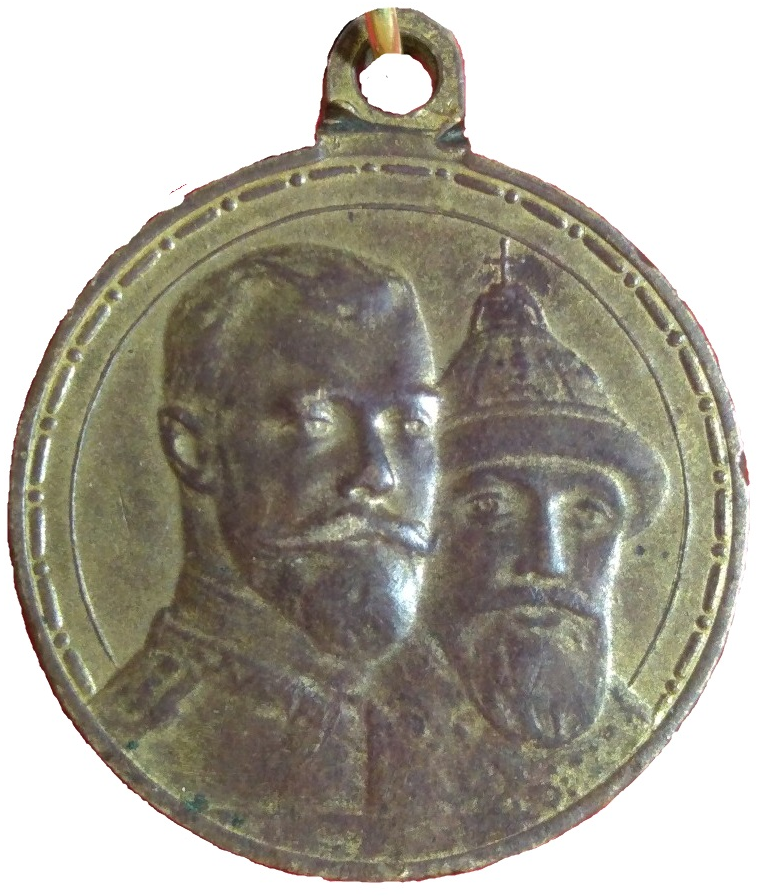
Romanow-Jubiläumsmedaille

Kersins Diplom-Skulptur Bacchanalia verschaffte ihm den Titel Künstler und eine zweijährige Auslandsstudienreise mit einem Reisegeld von 5000 Goldrubel. Er durchreiste Griechenland, Italien, Frankreich, Deutschland und England und studierte Kunst und Kultur. Zurück in St. Petersburg baute er sich ein Haus und heiratete.
Mit Nikolai Bogdanow-Belski, Wladimir Makowski, Wladimir Beklemischew und Ilja Repin gründete Kersin 1917 die Union der Kunstschaffenden der Plastischen Künste. Kersin schloss sich der neuen Künstlerunion der Wanderausstellungen an, die neben den Peredwischniki 1908–1930 existierte, und auch der Union der Bildhauer-Künstler, die sich 1917 in Petrograd bildete. Er beteiligte sich regelmäßig an Ausstellungen.
Nach der Oktoberrevolution wurde Kersin 1918 Lehrer an der  von Michail Georgijewitsch Ende gegründeten Kunstschule in Welisch. 1923 wurde Kersin Leiter des Witebsker Kunsttechnikums, das aus dem von Marc Chagall gegründeten und von Iwan Trofimowitsch Gawris kommissarisch geleiteten Witebsker Kunstinstitut gerade entstanden war. Er lud Maler und Zeichner aus Petrograd ein und ordnete die Ausbildung. Er veranlasste eine Überprüfung aller Studenten, so dass viele vom Studium ausgeschlossen wurden, da sie aufgrund ihrer Zugehörigkeit zur revolutionären Bewegung und nicht ihrer Fähigkeiten wegen zum Studium aufgenommen worden waren. Darauf erklärten der Prorektor für die Studienarbeit Jehuda Pen, Solomon Judowin, Jefim Semjonowitsch Minin und eine Gruppe von Studenten am 23. September 1923 öffentlich ihren Austritt und verließen das Technikum. 1929 wurde Witali Wolski Kersins Nachfolger.
1932 ging Kersin nach Minsk. Mit seinen Studenten bildete er eine Bildhauer-Brigade, die in Minsk das Gebäude der Regierung der Weißrussischen SSR ausgestaltete. Als während des Deutsch-Sowjetischen Kriegs Minsk von der Wehrmacht besetzt war, arbeitete Kersin als Bildhauer in seinem Atelier, um als Kontaktmann zum Minsker Untergrund zu dienen. Nach dem Krieg wurde er zum Deputierten des Obersten Sowjets der Weißrussischen SSR gewählt.
Schüler Kersins in Witebsk und Minsk waren Sair Asgur, Alexei Glebow, Andrei Bembel, Sergei Selichanow, Anatoli Anikeitschik u. a.
1949 wurde Kersin nach Denunziationen von Studenten des Kosmopolitismus beschuldigt und gezwungen, seine Tätigkeit in Minsk aufzugeben. Er kehrte nach Leningrad zurück und leitete den Bildhauerei-Lehrstuhl des Repin-Instituts für Malerei, Bildhauerei und Architektur (ISchSA). 1950 wurde er zum Professor ernannt. Er war Mitglied der Union der Künstler der UdSSR. Er hatte eine kleine Wohnung auf der Wassiljewski-Insel im Hof der Akademie der Künste und lehrte dort bis zu seinem Tod.

## Ehrungen, Preise
- Verdienter Kunstschaffender der Weißrussischen SSR (1939)[1]
- Ehrenzeichen der Sowjetunion (1940)
- Medaille „Partisan des Vaterländischen Krieges“
- Orden des Roten Banners der Arbeit (1973)
- Orden der Völkerfreundschaft